# ارکستر سموفنیک دولتی مسکو

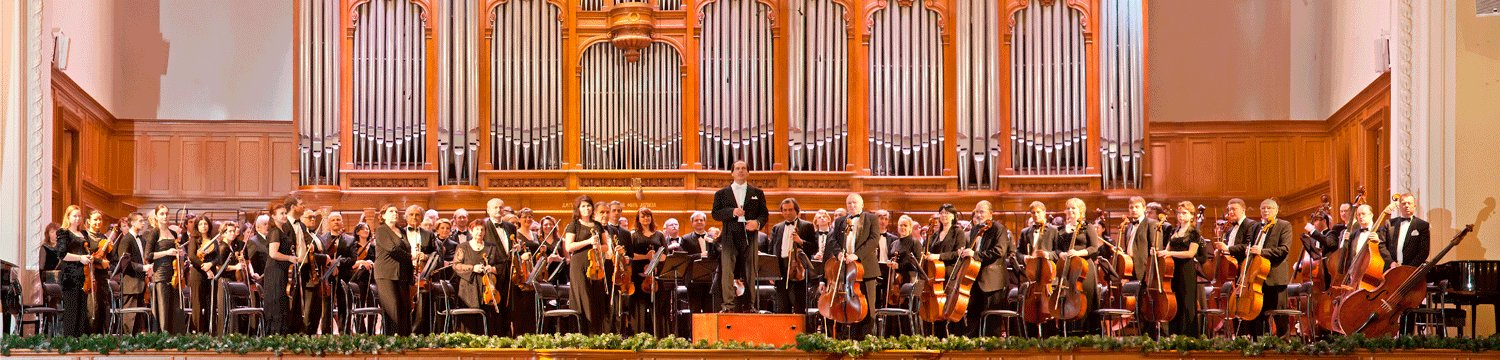

ارکستر سموفنیک دولتی روسیه (انگلیسی :Moscow State Symphony Orchestra-MSSO) در شهر مسکو قرار دارد و به اجرای کنسرت در تالار بزرگ کنسرواتوار مسکو و در سالن کنسرت چایکوفسکی می‌پردازد ..
این ارکستر در سال ۱۹۴۳ تحت حمایت حکومت اتحاد جماهیر شوروی تأسیس شد و اولین رهبر آن لِو استاینبرگ بود تا اینکه در سال ۱۹۴۵ درگذشت. رهبران بعدی نیکلای آنوسوف (۱۹۵۰–۱۹۴۵)، لئو گینزبورگ (۱۹۵۴–۱۹۵۰)، میشل تریان (۱۹۵۴–۱۹۶۰) و ورونیکا داداروا (۱۹۶۰–۱۹۸۹) بودند. رهبر فعلی آن پاول کوگان از سال ۱۹۸۹ می‌باشد.